# خانه حمال‌باشی‌زاده
خانه حمال‌باشی‌زاده در محله شنبدی شهر بوشهر قرار داشته و به وسیله حاج عبدالرسول حمال باشی زاده یا حاج عبدالرسول کلانتر در دو طبقه احداث شده‌است. از نظر موقعیت قرارگیری در سه جهت ساختمان، گذر (کوچه) واقع است.

## توصیف
بنا مانند سایر ساختمان‌های موجود در بافت قدیم بوشهر، به فرم حیاط مرکزی و در دو طبقه (همکف و اول) ساخته شده بود. طبقه همکف شمال اتاق زمستانه – خزینه – انباری – چاه و حوضخانه و طبقه اول مشتمل بر اتاق مجلسی – صندوقخانه – آشپزخانه و دو اتاق پنج دری بود کف حیاط سنگ‌فرش و کف اتاق‌ها و راهروها از گچ بوده‌است.
سقف اتاق از تیرهای چندل بوده‌است – حیاط در ابعاد کوچک ساخته شده‌است و در دو جبههٔ خارجی (شمال و غربی) از یک شناشیر ال شکل و در سه جبهه داخلی ساختمان (شرق – غرب – جنوب) از یک طارمه یو شکل برای ارتباط فضاها به یکدیگر استفاده می‌شود.
برای ورود هوا در فصل تابستان به داخل اتاق‌های پنج دری طبقه اول بازشوهایی (درها) در شمال و غرب اتاق‌ها وجود داشته و در شمال غربی و جنوب شرقی ساختمان دو دستگاه راه پله (یک دوم در گردش) طبقه همکف را به طبقهٔ اول متصل می‌ساخت راه پله‌ای که دو ضلع جنوب شرق قرار داشته حیاط را به اتاق نشیمن وصل می‌کرد و این امکان را فراهم می‌ساخت که افراد بدون عبور از سایر قسمت‌های بنا (اتاق) و به اتاق مجلسی رفت و آمد کنند ورود و خروج افراد به خارج حیاط، از طریق دری انجام می‌گرفت که به سمت غرب باز می‌شد در ضلع شرقی طبقه اول، اتافی در ابعاد ۴ متر و سی سانتیمتری و ۲ متر ۹۰ سانتیمتری قرار داشته‌است در این اتاق شاه‌نشین از هنر معماری و تزئینات آینه‌کاری و گچبری به طرز بسیار ماهرانه و استادانه‌ای بر سطوح دیوارها، سنتی‌ها و درزها – اطراف طاقچه‌ها با شکل‌هایی از پرندگان – فرشتگان – گل‌ها – خوشه‌های انگوری – طرح‌های هندسی منظم وسیلهٔ معماران هنرمند و نازک کارها ساخته شده بود. سقف اتاق شاه‌نشین با طبخ‌های زیبایی مربوط به دوران قارجه نقاشی شده بود این نقاشی‌ها به شکل چهره‌های افراد – پرندگان – دسته‌های گل – آیات قرآنی و نام‌های الله و نام‌های دینی چون محمد، علی، فاطمه، حسن، و حسین بر سقف نقش شده بود.
در اتاق مجلسی یک ارسی با شیشه‌های ظریف رنگی و در دو سمت ارسی، دو در چوبی کم عرض قرار داشت. دو طاقچه میانی ضلع جنوبی تابلوی عکس از چهرهٔ ناصرالدین شاه قاجار بر روی آن نقاشی شده بود.